# Gabriele Mehl
Gabriele Mehl, född den 25 februari 1967 i Hagenbach i Tyskland, är en västtysk och därefter tysk roddare.
Hon tog OS-brons i fyra utan styrman i samband med de olympiska roddtävlingarna 1992 i Barcelona.